# Prix scientifique Cino Del Duca
Der Prix scientifique Cino Del Duca ist ein Wissenschaftspreis der Stiftung Simone et Cino del Duca und wird vom Institut de France verliehen. Er ist mit 275.000 Euro dotiert (Stand 2021) und wird in jährlich wechselnden Themenbereichen verliehen. Preisträger können auch ausländische Wissenschaftler sein.
Es gibt noch andere hochdotierte Preise der Stiftung, so den Prix mondial Cino Del Duca. Die Stiftung ist vom Verleger Cino Del Duca (1899–1967) eingerichtet worden.

## Preisträger
- 2005 Massimo Inguscio, Universität Florenz
- 2006 Geneviève Almouzni, Institut Curie
- 2007 Jacques Prost, Jean-François Joanny, Institut Curie
- 2008 Philippe Janvier, Muséum national d’histoire naturelle
- 2009 Michael Harris, Universität Paris VII
- 2010 Patrick Aubourg, Institut national de la santé et de la recherche médicale (INSERM)
- 2011 Romain Teyssier, CEA Saclay
- 2012 Ben Feringa, Universität Groningen
- 2013 Michel Campillo, Fakultät für Geowissenschaften Universität Grenoble
- 2014 Stanislav Dusko Ehrlich, Institut national de la Recherche agronomique, Joël Doré, Institut national de la Recherche agronomique
- 2015 Patrice Hello, Observatoire de Paris, Guy Perrin, Laboratoire de l’Accélérateur Linéaire
- 2016 Erwan Belzard, Universität Paris-Süd, und Ronald Melki, Pariser Observatorium
- 2017 Laurent Massoulié, Institut national de recherche en informatique et en automatique und Microsoft
- 2018 Fatima Mechta-Grigoriou, Centre de recherche de l’Institut Curie
- 2019 Brigitte Senut, Muséum national d’histoire naturelle
- 2020 Gérard Eberl, Institut Pasteur
- 2021 Josselin Garnier, École polytechnique
- 2022 Bruno Canard, Laboratoire Architecture et Fonction des Macromolécules Biologiques
- 2023 Isabelle Panet, Université de Paris
- 2024 Philippe Bousso, Institut Pasteur
- 2025 Ludovic Berthier, CNRS/ESPCI Paris[1]